# Vetta ultra-prominente

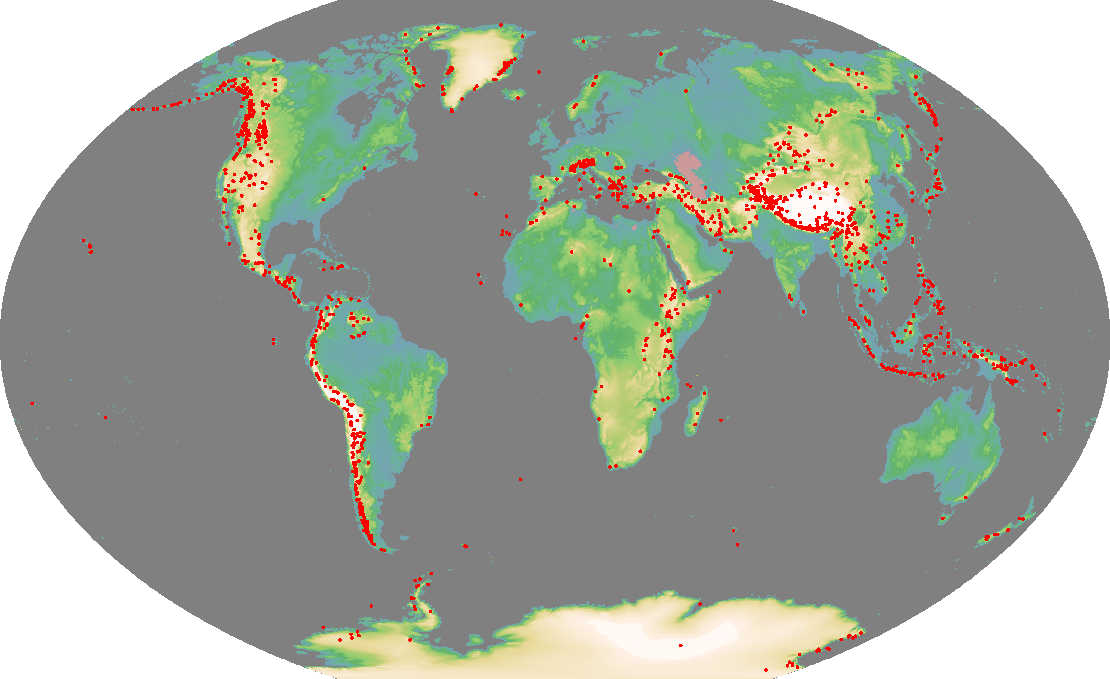
Mappa delle cime ultra-prominenti nel mondo

Una vetta ultra-prominente, o Ultra in breve, è una vetta di montagna con una prominenza topografica di 1 500 metri (4 900 ft) o più.

## Descrizione
La prominenza di una vetta è l'altezza minima di salita alla vetta su qualsiasi percorso da una vetta più alta, o dal livello del mare se non c'è una vetta più alta. Ci sono circa 1.524 picchi di questo tipo sulla Terra. Alcune vette famose, come il Cervino e l'Eiger, non rientrano in questa categoria perché sono collegate ad altre montagne alte da alti valichi e quindi non raggiungono un sufficiente rilievo topografico.
Il termine "Ultra" ha avuto origine dagli studi svolti negli anni '80 dallo studioso di scienze della terra Steve Fry sulla prominenza delle vette dello stato di Washington. Il termine da lui inizialmente utilizzato, riferendosi a vette con almeno 1 500 metri (4 900 ft) di prominenza, era "ultra major mountain" (montagna ultra grande).

## Distribuzione geografica
Attualmente sono state identificate 1.518 cime di questo tipo al di sopra del livello del mare: 639 in Asia, 356 in Nord America, 209 in Sud America, 120 in Europa (di cui 12 nel Caucaso), 84 in Africa, 69 in Oceania e 41 in Antartide.
Molte delle montagne più grandi del mondo hanno cime ultra-prominenti, tra cui il Monte Everest, il K2, il Kanchenjunga, il Kilimangiaro, il Monte Bianco e il Monte Olimpo. D'altra parte, altri come l'Eiger e il Cervino non rientrano in tale definizione poiché non hanno sufficiente prominenza. Molti di questi picchi si trovano in parti del mondo assai poco visitate e inospitali: tra questi 39 cime della Groenlandia, i punti più alti delle isole artiche di Novaja Zemlja, Jan Mayen e Spitsbergen e molte delle vette delle Grandi catene montuose dell'Asia. Nella Columbia Britannica, alcune delle montagne elencate non hanno nemmeno nomi generalmente riconosciuti.
Ben tredici dei quattordici Ottomila hanno vette ultra-prominenti (l'unica eccezione è il Lhotse), mentre altre 64 di queste cime sono oltre i 7 000 metri (23 000 ft) di altezza. Esistono 90 cime con una prominenza di oltre 3 000 metri (9 800 ft), e 22 con prominenza di più di 4 000 metri (13 000 ft).
Alcune delle cime ultra-prominenti non sono mai state scalate: tra queste Sauyr Zhotasy, (forse) Mount Siple e Gangkar Puensum sono le candidate più probabili come montagna inviolata con più prominenza al mondo.
Tutti i Seven Summits hanno cime ultra-prominenti in virtù del fatto che sono i punti più alti di grandi masse continentali. Per ognuno di essi infatti la prominenza topografica, avendo come punto di partenza un punto a pochi metri dal livello del mare o il livello del mare stesso, corrisponde ad un valore quasi uguale all'elevazione totale.